# Municipio de Markaryd
El municipio de Markaryd (en sueco: Markaryds kommun) es un municipio en la provincia de Kronoberg, al sur de Suecia. Su sede se encuentra en la ciudad de Markaryd. En 1916, una parte del municipio rural de Markaryd se separó, formando una ciudad de mercado (köping) con el mismo nombre. Las dos entidades se reunieron en 1960. El municipio actual se creó en 1971, cuando se fusionaron Traryd y Markaryd.

## Localidades
Hay 6 áreas urbanas (tätort) en el municipio:
| # | Tätort        | Población |
| - | ------------- | --------- |
| 1 | Markaryd      | 3,826     |
| 2 | Strömsnäsbruk | 2,006     |
| 3 | Traryd        | 687       |
| 4 | Timsfors      | 609       |

## Ciudades hermanas
Markaryd está hermanado o tiene tratado de cooperación con:
- Pälkäne, Finlandia
- Bytów, Polonia
- Vestre Toten, Noruega